# 梁澜勋
梁澜勋（1877年—？），字慎始，广东三水人，清末与民国时期学者、政治人物。

## 生平
早年就读于香港皇仁书院，精通英语。历任候补道台、天津北洋大学堂教师。1904年出任北海洋务局洋务委员，1907年出任中国驻英国外交官。1909年清政府在墨尔本设立中国驻英属澳大利亚总领事馆，梁澜勋出任该总领事馆首任总领事。1916年至1920年间，两度出任广东海关监督。
梁澜勋曾供职于山西大学堂译书院，1904年将英国生物学家华莱士（Alfred Russel Wallace）的著作The Wonderful Century:Its Successes and Failures翻译成中文书籍《十九周新学史》。